# Колонна, Катрин
Катри́н Колонна́ (фр. Catherine Colonna; род. 16 апреля 1956 года, Тур, Франция) — французский дипломат и государственный деятель. Министр Европы и иностранных дел с 20 мая 2022 по 11 января 2024 года.

## Биография
Родилась 16 апреля 1956 года в Туре, дочь фермера Жозефа Колонна, уроженца Корсики, где Катрин провела детство. Окончила Турский университет, парижский Институт политических исследований и Национальную школу администрации. Начала карьеру в Министерстве иностранных дел (с 1983 по 1986 год работала во французском посольстве в США, по возвращении на родину работала в секции европейского права Юридического управления Министерства иностранных дел, а в 1993 году стала официальным представителем ведомства). В 1995—2004 годах была пресс-секретарём президента Жака Ширака, затем возглавляла Национальный центр кинематографии. В 2005—2007 годах являлась министром-делегатом по европейским делам в правительстве де Вильпена.
С 2010 года — управляющий партнёр Brunswick Group, в 2014 году стала независимым членом Наблюдательного совета BPCE.
В 2008—2010 годах являлась постоянным представителем Франции в ЮНЕСКО затем работала во французском посольстве в Великобритании, в 2014—2017 годах — посол в Италии и Сан-Марино. В 2017—2019 годах являлась постоянным представителем Франции в Организации экономического сотрудничества и развития. В сентябре 2019 года вступила в должность посла в Великобритании.

### Деятельность в правительствах Борн
20 мая 2022 года назначена министром Европы и иностранных дел при формировании правительства Элизабет Борн.
4 июля 2022 года сохранила свою должность во втором правительстве Борн.
23 ноября 2023 года Катрин Колонна посетила с двухдневным визитом в Пекин. В пресс-релизе МИД Франции сообщалось, что стороны планировали обсудить ситуацию на Украине, поддержку России КНДР и палестино-израильский конфликт. Она также подписала соглашения о культурном и научном сотрудничестве и обсудила упрощение визового режима для китайских бизнесменов.
11 января 2024 года было сформировано правительство Атталя, в котором Колонна не получила никакого назначения.

## Награды
- Офицер ордена Почётного легиона (3 апреля 2015 года)[8]
- Кавалер ордена Почётного легиона (25 марта 2005 года)[9]
- Командор Ордена Искусств и литературы (2005 год)
- Офицер ордена «За заслуги» (11 ноября 2010 года)[10]
- Великий офицер ордена Звезды Италии (20 ноября 2017 года, Италия)[11]
- Орден княгини Ольги III степени (30 декабря 2022 года, Украина) — за весомый личный вклад в укрепление межгосударственного сотрудничества, поддержку государственного суверенитета и территориальной целостности Украины[12]
- Командор ордена Трёх звёзд (26 июля 2001 года, Латвия)[13]
- Орден Креста земли Марии III степени (23 июля 2001 года, Эстония)[14]
- Офицер ордена Великого князя Литовского Гядиминаса (10 февраля 1998 года, Литва)[15]
- Медаль Восточной Республики Уругвай (18 ноября 1997 года, Уругвай)[16]